# Tetragonopterinae
Tetragonopterinae è una sottofamiglia di pesci d'acqua dolce appartenente alla famiglia Characidae, comprendente 9 specie nell'unico genere Tetragonopterus Cuvier, 1816.

## Specie
Attualmente (2017) il genere comprende 9 specie:
- Tetragonopterus akamai
- Tetragonopterus anostomus
- Tetragonopterus araguaiensis
- Tetragonopterus argenteus
- Tetragonopterus carvalhoi
- Tetragonopterus chalceus
- Tetragonopterus denticulatus
- Tetragonopterus rarus
- Tetragonopterus signatus